# 三疊紀—侏羅紀滅絕事件

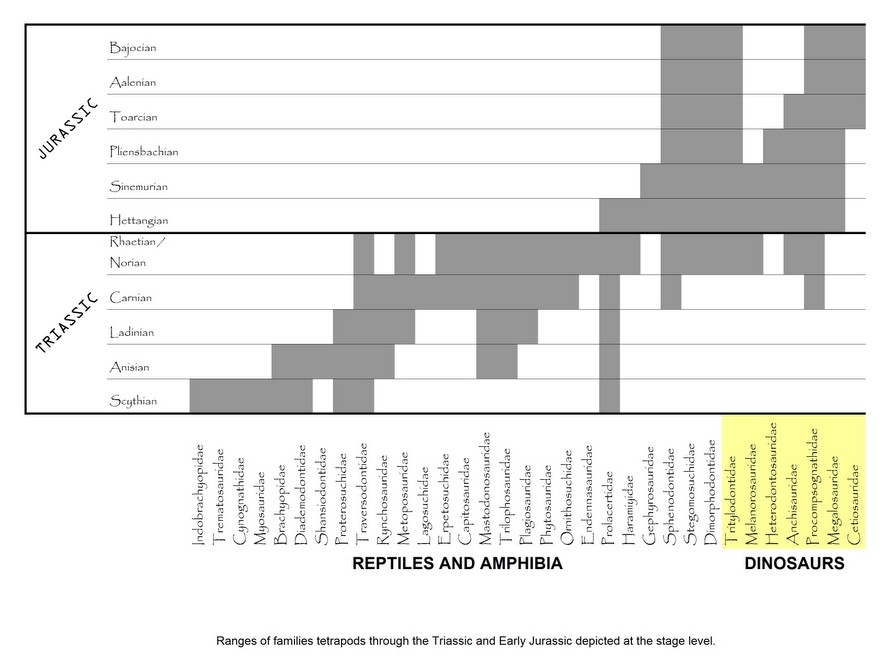
四足類各科在這次滅絕事件的存活情形
左為爬行動物與兩棲動物，右為恐龍
上為侏羅紀，下為三疊紀

三疊紀-侏羅紀滅絕事件（Triassic–Jurassic extinction event）是顯生宙五大生物集群滅絕事件之一，發生於三疊紀與侏羅紀之間，大約是1億9960萬年前（另一說法是2億140萬年前）。這次滅絕事件使當時至少50%的物種消失，影響程度遍及陸地與海洋，在海洋生物中有20%的科消失，包含著名的牙形石；在陆地上許多伪鳄类、大部分獸孔目以及大型兩棲動物（比如离片椎类）也滅亡，造成許多空缺的生態位，使恐龍能成為侏羅紀的優勢陸地動物。

## 背景
三疊紀-侏羅紀滅絕事件發生於盤古大陸分裂前，經歷時間短於一萬年，也造成三疊紀和侏羅紀恐龍的明顯差異。在德國圖賓根發現一個化石地點，可以觀察到明顯的三疊紀-侏羅紀界線。統計顯示，這個時期的物種多樣性衰退，跟物種形成的減少較有關聯，而非物種滅亡的增加。
目前已有數個關於這次滅絕事件原因的理論：
- 在三疊紀晚期，曾發生緩慢的氣候改變，或是海平面變動。但這無法解釋海生生物的迅速滅亡。
- 撞擊事件，但目前還沒發現年代位於三疊紀／侏羅紀交界的隕石坑。年代最近的加拿大曼尼古根隕石坑，形成時間早了1200萬年。位於法國的罗什舒阿尔陨石坑，地質年代大約是2億100萬年前（誤差值200萬年）[4]，但這個侵蝕過的隕石坑，直徑約25公里，原始直徑可能約50公里，以規模來說太小[5]。
- 大規模火山爆發，最有可能的是中大西洋岩漿省（Central Atlantic Magmatic Province 中大西洋大型火成岩區域）爆發形成的洪流玄武岩。火山爆發釋放的氣體，會造成全球暖化（二氧化碳）或氣候寒冷（二氧化硫）。

早期理論認為，根據三疊紀晚期與侏羅紀早期的土壤、化石中的同位素，顯示當時大氣層中的二氧化碳沒有明顯變化。但近年有科學家提出新的證據，當時大氣層中的二氧化碳曾有增加過。這可能因為火山爆發釋放大量二氧化碳，以及天然氣水合物的氣化。天然氣水合物的氣化也被認為是地質年代中，規模最大的一次滅絕事件，二疊紀-三疊紀滅絕事件的主因之一。

### 腳註
1. ↑   (PDF).   [2010-02-03]. （原始内容存档 (PDF)于2020-05-18）.
2. ↑  Johannes Baier: Der Geologische Lehrpfad am Kirnberg (Keuper; SW-Deutschland) （页面存档备份，存于）. - Jber. Mitt. oberrhein. geol. Ver, N. F. 93, 9-26, 2011.
3. ↑  Bambach, R.K.; Knoll, A.H.; Wang, S.C., , Paleobiology, December 2004, 30 (4): 522–542  [2008-09-23], doi:10.1666/0094-8373(2004)030<0522:OEAMDO>2.0.CO;2, （原始内容存档于2020-05-29）
4. ↑  Schmieder, M.; Buchner, E.; Schwarz, W. H.; Trieloff, M.; Lambert, P. . Meteoritics & Planetary Science. 2010-10-05, 45 (8): 1225–1242  [2011-11-18]. doi:10.1111/j.1945-5100.2010.01070.x. （原始内容存档于2015-11-29）.
5. ↑  Smith, Roff. . Nature. 2011-11-16, 47 (7373): 287–289  [2011-11-18]. doi:10.1038/479287a. （原始内容存档于2016-02-01）.

### 文獻
- Hodych, J. P.; G. R. Dunning. . Geology. 1992, 20: pp. 51.54. doi:10.1130/0091-7613(1992)020<0051:DTMITE>2.3.CO;2.
- McElwain, J. C.; D. J. Beerling,  F. I. Woodward. . Science. 27 August 1999,. 285 (no. 5432): 1386–1390.
- Tanner, L.H.; S.G.Lucas,M.G.Chapman. . Earth-Science Reviews. 2004, 65 (65): pp.103–139. doi:10.1016/S0012-8252(03)00082-5.
- Tanner, L. H.; J. F. Hubert, B. P. Coffey et al. . Nature. 7 June 2001, 411: pp. 675–677. doi:10.1038/35079548.
- Whiteside, Jessica H.; Paul E. Olsen, Timothy Eglinton, Michael E. Brookfield, and Raymond N. Sambrotto. . PNAS. March 22, 2010, 107 (15): 6721–5. PMC 2872409 . PMID 20308590. doi:10.1073/pnas.1001706107. （原始内容存档于2012-04-21）.
- Deenen, M.H.L.; M. Ruhl, N.R. Bonis, W. Krijgsman, W. Kuerscher, M. Reitsma, M.J. van Bergen. . EPSL. 2010.

## 外部連結
- （英文）關於三疊紀-侏羅紀滅絕事件的各種理論，包含海平面變動、撞擊事件、火山爆發、氣候變遷
- （英文）規模第五大的滅絕事件：三疊紀-侏羅紀滅絕事件